# Osladine
L'osladine est une saponine à la saveur sucrée intense naturellement présente dans le rhizome du polypode commun (Polypodium vulgare L.). Elle fut l'objet de la première synthèse totale d'un saponine.

## Histoire
L'osladine a été découverte en 1967 dans une fougère vivant en Europe de la famille des Polypodiaceae. Elle a été nommée d'après le nom tchèque de la plante Osladič (Polypode).
Sa structure chimique plane fut déterminée en 1971 et sa stéréochimie partiellement déterminée en 1975 en se basant sur la structure chimique de la solasodine.
En 1994, la synthèse totale de l'osladine basée sur la structure précédemment reportée révéla que celle-ci n'était pas la bonne car sans goût. Après extraction à partir du rhizome et analyse au rayon X, la structure fut enfin correctement caractérisée et la première synthèse totale d'un saponine réussie.

## Propriétés
L'osladine est un hétéroside de la famille des stéroïdes, de forme solide et incolore à température ambiante. Elle est soluble dans l'éthanol et faiblement soluble dans l'eau.
L'osladine a un pouvoir sucrant 500 fois supérieur à celui du sucrose et non de 3 000 comme précédemment reporté.
D'autres composés de structure similaire, dont la polypodoside A, B et C, ont été identifiés dans le rhizome du Polypodium glycyrrhiza. Le premier possède un pouvoir sucrant de 600 (comparé à une solution de sucrose à 6 %), le second est moins sucré, quant au dernier, il possède un goût neutre.